# أوتو أنطونيوس
أوتو أنطونيوس (بالألمانية: Otto Antonius)‏ هو عالم حيوانات ومؤلف نمساوي، ولد في 1885 في فيينا في النمسا، وتوفي بنفس المكان في 1945.